# Krępa Dolna
Krępa Dolna – część wsi Krępa Górna w Polsce, położona w województwie mazowieckim, w powiecie lipskim, w gminie Lipsko.
W latach 1975–1998 Krępa Dolna administracyjnie należała do województwa radomskiego.
Wierni Kościoła rzymskokatolickiego należą do parafii Świętych Apostołów Piotra i Pawła w Krępie Kościelnej.